# Deepal S07
Le Deepal S07 (chinois : 深蓝S07 ; pinyin : Shēnlán S07, anciennement Deepal S7 jusqu'en 2024) est un SUV de taille moyenne produit par Deepal, la filiale de véhicules électriques de l'entreprise automobile chinoise Chang'an Automobile depuis 2023. Changan a développé le Deepal S07 conjointement avec Huawei et CATL, et partage la plateforme avec le Deepal L07 lancé précédemment,. La production du Deepal S07 a débuté le 31 mai 2023.